# Camping Coppens
Camping Coppens is een programma over de familie van Staf Coppens die naar Zweden verhuist om daar een camping te gaan uitbaten. Het programma wordt sinds 5 april 2021 uitgezonden op VTM.

## Overzicht
| Seizoen          | Uitzenddag | Camping Coppens               | Aantal Afl. |
| ---------------- | ---------- | ----------------------------- | ----------- |
| 1                | Maandag    | op weg naar Zweden            | 8           |
| 2                | Donderdag  | onze Zweedse zomer            | 4           |
| 3                | Dinsdag    | Home Sweden Home              | 6           |
| 4                | Donderdag  | Camping Coppens               | 5           |
| 5                | Woensdag   | Camping Coppens               | 4           |
| Special          | Uitzenddag | Camping Coppens               | Aantal Afl. |
| Kerstspecial     | Woensdag   | Kerst in het Hoge Noorden     | 1           |
| Nieuwjaarspecial | Woensdag   | Nieuw jaar, nieuwe voornemens | 1           |

### Familie Coppens
- Staf Coppens
- Monique van der Velden
- Beau
- Nora
- Mathias Coppens
- Maarten Coppens
- Moeder Agnes

## Seizoenen

### Camping Coppens - op weg naar Zweden (Seizoen 1)
De familie Coppens verhuisde in 2020 naar Zweden om een grote droom waar te maken: een eigen camping openen midden in de prachtige Zweedse natuur. In deze versie zien we het verhaal van het verlaten van België en de aankomst in Zweden. De eerste aflevering werd op 5 april 2021 uitgezonden. Dit seizoen telt 8 afleveringen.

### Camping Coppens - onze Zweedse zomer (Seizoen 2)
Gedurende dit seizoen van 4 afleveringen laat men zien hoe het de familie Coppens vergaat tijdens hun eerste zomer op Camp Grinsby.

### Camping Coppens - Home Sweden Home (Seizoen 3)
Vanaf 19 september 2023 werd een nieuwe seizoen van de serie Camping Coppens uitgezonden onder de titel Home Sweden Home. Dit seizoen telde 6 afleveringen.

### Camping Coppens (Seizoen 4)
Op 5 september 2024 volgde een 4de seizoen van de serie onder de titel Camping Coppens.  

### Camping Coppens (Seizoen 5)
Seizoen 5 startte op 26 februari 2025. Het seizoen telde 4 afleveringen.   

## Specials

### Camping Coppens - Kerst in het Hoge Noorden
Deze special aflevering onder de naam Camping Coppens - Kerst in het Hoge Noorden toont hoe de familie Coppens hun eerste Kerstmis vieren in Zweden. De aflevering werd op woensdag 29 december 2021 uitgezonden en had 501.371 kijkers.

### Camping Coppens - Nieuw jaar, nieuwe voornemens
Deze special aflevering onder de naam Camping Coppens - Nieuw jaar, nieuwe voornemens gaat over de Staf, Monique, Beau en Nora die samen goede voornemens maken voor het volgende jaar. Er zijn verschillende flashbacks naar de vorige seizoenen. De aflevering werd op 5 januari 2022 en had 467.216 kijkers.

## Kijkcijfers
| Seizoen          | Afl. | Uitzenddatum      | Kijkcijfers |
| ---------------- | ---- | ----------------- | ----------- |
| 1                | 1    | 5 april 2021      | 718.940     |
| 1                | 2    | 12 april 2021     | 685.021     |
| 1                | 3    | 19 april 2021     | 595.183     |
| 1                | 4    | 26 april 2021     | 582.172     |
| 1                | 5    | 3 mei 2021        | 746.027     |
| 1                | 6    | 10 mei 2021       | 645.767     |
| 1                | 7    | 17 mei 2021       | 599.794     |
| 1                | 8    | 24 mei 2021       | 709.326     |
| 2                | 1    | 9 september 2021  | 460.347     |
| 2                | 2    | 16 september 2021 | 358.244     |
| 2                | 3    | 23 september 2021 | 392.336     |
| 2                | 4    | 30 september 2021 | 419.591     |
| Kerstspecial     | 1    | 29 december 2021  | 501.371     |
| Nieuwjaarspecial | 1    | 5 januari 2022    | 467.216     |
| 3                | 1    | 19 september 2023 | 428.647     |
| 3                | 2    | 26 september 2023 | 405.785     |
| 3                | 3    | 3 oktober 2023    | 398.353     |
| 3                | 4    | 10 oktober 2023   | 497.321     |
| 3                | 5    | 17 oktober 2023   | 391.144     |
| 3                | 6    | 24 oktober 2023   | 440.013     |
| 4                | 1    | 5 september 2024  | 478.329     |
| 4                | 2    | 12 september 2024 | 440.910     |
| 4                | 3    | 19 september 2024 | 338.854     |
| 4                | 4    | 26 september 2024 | 399.562     |
| 4                | 5    | 3 oktober 2024    | 352.249     |
| 5                | 1    | 26 februari 2025  | 478.396     |
| 5                | 2    | 5 maart 2025      | 384.470     |
| 5                | 3    | 12 maart 2025     | 309.754     |
| 5                | 4    | 19 maart 2025     | 363.567     |

## Trivia
- Om de nieuwe glampingtent te promoten stuurde Staf (in aflevering 5 seizoen 3) de Zweedse delicatesse Surströmming op naar Dina Tersago, Jamie-Lee Six, Kürt Rogiers en Lieven Scheire. Degene die ervan at, mocht komen logeren. Dina Tersago kwam samen met haar familie naar de camping.
- Neef Dieter Coppens verschijnt af en toe ook in beeld.